# Baccaurea papuana
Baccaurea papuana är en emblikaväxtart som beskrevs av Frederick Manson Bailey. Baccaurea papuana ingår i släktet Baccaurea och familjen emblikaväxter. Inga underarter finns listade i Catalogue of Life.